# 4 (фільм)
«4» — фільм Іллі Хржановського за сценарієм Володимира Сорокіна. Брав участь у позаконкурсній програмі Венеціанського кінофестивалю 2004 року, отримав один з головних призів Роттердамського кінофестивалю, був відзначений спеціальним призом журі на «Кінотаврі» та на єреванському кінофестивалі «Золотий абрикос» (2005).

## Сюжет
Троє випадкових знайомих зустрічаються в нічному московському барі, щоб відпочити після важкого дня. Не налаштовані бути відвертими, вони в міру власної фантазії вигадують різні історії про себе. Найефектнішою і найбільш моторошною вийшла розповідь настроювача роялів Володі про те, що він, нібито, працює в лабораторії з клонування людей. Після зустрічі Володю заарештовують за злочин, скоєний людиною, що схожий на нього. Постачальник м'яса Олег виявляє в Підмосков'ї фабрику, що виробляє генетичне чудо — «круглих поросят». Марина їде в село Малий Окот, за тисячі кілометрів від Москви, на похорон своєї сестри. Тут вона зустрічається з двома іншими своїми сестрами Вірою й Сонею, схожими на неї як дві краплі води. Після поминок в них прокидається зацікавленість: що за сім'я була у них, чотирьох абсолютно однакових дівчаток.

## У ролях
- Марина Вовченко
- Юрій Лагута
- Сергій Шнуров
- Констянтин Мурзенко
- Олексій Хвостенко
- Анатолій Адоскін
- Леонід Федоров
- Андрій Кудряшов
- Шавкат Абдусаламов

## Нагороди
- Премія імені Тео Ван Гога, Золотий Кактус, Міжнародний кінофестиваль в Роттердамі 2005[3]
- Краща режисерська робота, Міжнародний фестиваль незалежного кіно в Буенос-Айресі[en] 2005
- Гран прі фестивалю, Міжнародний кінофестиваль в Сіетлі 2005[4]
- Гран прі фестивалю, краща операторська робота, Міжнародний кінофестиваль в Трансільванії 2005[5]
- Спеціальний приз журі, Відкритий російський кінофестиваль «Кінотавр»[6]
- Спеціальний приз журі, Міжнародний кінофестиваль «Золотий Абрикос», Єреван 2005
- Краща режисерська робота, Міжнародний кінофестиваль в Афінах 2005
- Краща режисерська робота, Міжнародний кінофестиваль в Анталії 2005
- Кращий звук, Міжнародний кінофестиваль в Вальвідія 2005
- Премія «Плоди Таланту», Міжнародний кінофестиваль в Бангкоку 2005